# Alessandro Negri di San Front
Alessandro Negri di San Front, orthographié aussi Sanfront, (né le 11 février 1804 à Ponzone, dans l'actuelle province d'Alexandrie, au Piémont, alors annexé par la France et mort le 25 février 1884 à Chiavari) est un homme politique italien. Il fut officier des carabiniers royaux et sénateur du royaume d'Italie pendant la XIIIe législature.

## Biographie
Alessandro Negri di San Front est le fils du comte Bonifacio  et de Giacinta des comtes de Rege di Gifflenga.
Le 9 mars 1823, à peine promu sous-lieutenant, il intègre le Bataillon des Chasseurs de la Reine puis successivement le Régiment de Cavalerie Légère Piemonte puis celui de la Cavalerie de Novare.
Lors de la campagne de 1848 Alessandro Negri est choisi par le roi Charles-Albert de Savoie pour commander les trois Squadroni di Guerra créés pour assurer sa sécurité sur le champ de bataille.
Le 30 avril 1848, le jour de la bataille de Pastrengo, Alessandro Negri se trouve aux côtés de son souverain qui conduit les troupes contre les Autrichiens quand il comprend que le roi s'est trop avancé pour observer ses troupes, au risque d'être fait prisonnier par l'ennemi. Pour éviter cela, Alessandro Negri charge à la tête de ses troupes, le roi participe aussi à la charge, échappant ainsi à la menace.
Alessandro Negri participe avec le grade de colonel à la première guerre d'indépendance italienne au sein du Régiment de Cavalerie légère lombards. Il devient major général en 1859 et aide de camp du roi Charles-Albert, puis lieutenant général en 1862. Sa carrière prend fin le 1er septembre 1865.
Il est successivement maire de Tronzano Vercellese (commune d'origine de sa mère), Ponzone (1851-1863)  et Chiavari (1872-1878) où il repose. Negri di Sanfront épousa Maria Maddalena Fieschi, la dernière descendante de la très célèbre famille génoise des Fieschi, et leur union donna naissance à une seule enfant, Marinetta, qui épousa le comte Alessandro Thellung di Courtelary.

## Distinctions
- Grand officier de l'Ordre des Saints-Maurice-et-Lazare
- Commandeur de l'ordre militaire de Savoie
- Médaille d'argent de la valeur militaire
- Médaille de bronze de la valeur militaire
- Grand officier de la Légion d'honneur

## Hommage
Le Régiment des cuirassiers qui est une compagnie d'élite des carabinieri et constitue la garde d'honneur du président de la République italienne à son QG à la caserne Alessandro Negri di Sanfront à Rome.